# Dottingen (Münsingen)
Dottingen ist ein Ortsteil der Stadt Münsingen im Landkreis Reutlingen in Baden-Württemberg.

## Geographie

### Geographische Lage, Schutzgebiete
Der Ort liegt auf der Hochfläche der Kuppenalb rund fünf Kilometer nordwestlich von Münsingen. Der Nachbarort ist Rietheim.

## Geschichte
1318 wurde Dottingen erstmals als Totingen erwähnt. Der Ort gehörte den Herren von Speth aus dem benachbarten Steingebronn. Ende des 14. Jahrhunderts erscheint der Ort als Lehen der Herzöge von Teck. 1562 und 1630 verkauften die Speth jeweils eine Ortshälfte an Württemberg. Nach dem Dreißigjährigen Krieg gehörte Dottingen vorübergehend zu Gruorn. Ab 1808 gehörte Dottingen zum Oberamt (ab 1938 Landkreis) Münsingen. Im Zuge der Gemeindegebietsreform in Baden-Württemberg wurde der Ort am 1. Juli 1971 nach Münsingen eingemeindet.

## Sehenswürdigkeiten

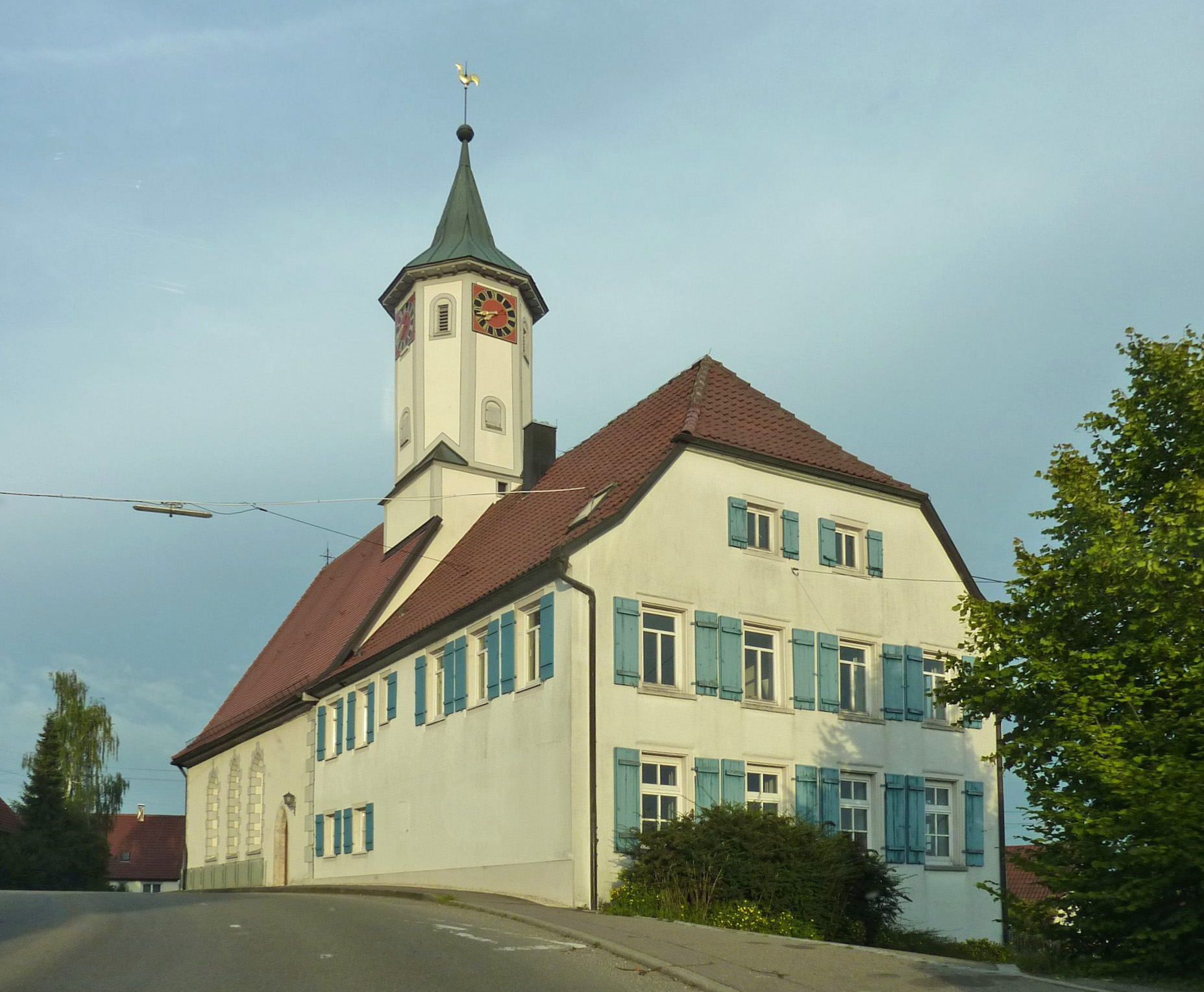
Georgskirche

- Evangelische Georgskirche von 1605
- Das Naturschutzgebiet Höhnriß-Neuben, rund 300 Meter nördlich von Dottingen, zeichnet sich durch reichhaltige Orchideenbestände aus.

## Persönlichkeiten
- Horst Glück (1940–2004), Landtagsabgeordneter, lebte in Dottingen
- Andreas Glück (* 1975), Europaabgeordneter, er wuchs in Dottingen auf